# De orchidee van de Chahuta's
De orchidee van de Chahuta's is een stripalbum van Marsupilami, een oorspronkelijk Franstalige strip. Het werd geschreven door Dugomier, en getekend door Batem. Het album werd voor het eerst uitgegeven in 2004 onder de naam "L'orchidée des Chahutas".

## Verhaal
Een aan lager wal geraakte zakenman in financiële problemen moet voor $ 20.000 een zeer zeldzame orchidee uit het oerwoud waar Marsupilami leeft halen. Samen met de ontdekkingsreiziger Bring 'm Backalive, die ook in andere albums van Marsupilami speelde, probeert hij deze orchidee te vinden. Ook een botanicus en de mannelijke helft van de Chahuta's, een indianenstam uit het oerwoud van Marsupilami, azen op de orchidee, elk met verschillende redenen. Zo willen de Chahuta's de orchidee graag hebben omdat de vinder de dochter van het stamhoofd mag trouwen. De botanicus op zijn beurt is een goedmoedige plantenliefhebber die er graag een aquarel van zou willen maken.
In het beginsel lijkt het erop dat de zakenman en Bring 'm Backalive de strijd om de orchidee gaan winnen. Het gaat echter hopeloos mis wanneer de Marsupilami zich tegen het gezelschap keert. Samen met de botanicus en de dochter van het stamhoofd, die er helemaal niks in ziet om een Chahuta te trouwen, vindt Marsupilami de orchidee. Uiteindelijk belandt de orchidee toch in handen van een van de Chahuta's.
In het dorp van de Chahuta's is een machtswisseling aan de gang. De vrouwen willen niet dat de dochter van het opperhoofd onvrijwillig trouwt. Geen van de Chahuta's komt er meer in. De botanicus en Marsupilami vinden uiteindelijk de orchidee terug. Het eindigt ermee dat de botanicus na het maken van een aquarel van de orchidee de orchidee inlevert bij het stamhoofd en zijn dochter -vrijwillig- trouwt. Bring 'm Backalive en de zakenman hebben inmiddels tropenkoorts gekregen en zitten vast in het gekkenhuis.

## Achtergronden bij het verhaal
- De Chahuta's noemen de orchidee steevast, het hele verhaal door "orrechideee!"
- De Chahuta's praten in een soort brabbeltaal die redelijk goed te volgen is.
- De orchidee heet eigenlijk voluit de "Chahuta-orchidee", maar daar trekt niemand zich in het verhaal, behalve de opdrachtgever van de zakenman en de botanicus, zich iets van aan.